# Athysanopsis
Athysanopsis är ett släkte av insekter. Athysanopsis ingår i familjen dvärgstritar.
Kladogram enligt Catalogue of Life:
| Athysanopsis | \| \| Athysanopsis katoi \| \| \| \| \| \| Athysanopsis salicis \| \| \| \| |
|              | \| \| Athysanopsis katoi \| \| \| \| \| \| Athysanopsis salicis \| \| \| \| |
|              | Athysanopsis katoi                                                          |
|              |                                                                             |
|              | Athysanopsis salicis                                                        |
|              |                                                                             |